# Вонсяцкий, Анастасий Андреевич
Анаста́сий Андре́евич Вонся́цкий (30 мая [12 июня] 1898, Варшава, Царство Польское, Российская империя — 5 февраля 1965, Сент-Питерсберг, Флорида, США) — русский эмигрантский политик. Один из основоположников русского фашизма, лидер Всероссийской фашистской организации (ВФО), а также один из лидеров Всероссийской фашистской партии (ВФП) в 1934—1935 годах.
В 1933 году организовал и возглавил ВФО, которая в 1934 году объединилась с Российской фашистской партией (РФП) — крупнейшей организацией в среде русской эмиграции, образованной на Дальнем Востоке. Вместе с генеральным секретарём РФП К. В. Родзаевским стал лидером объединённой Всероссийской фашистской партии. После разрыва в 1935 году с Родзаевским (возобновил сотрудничество с ним в 1940 году) вновь возглавил ВФО до июня 1941 года. Поддерживал связи с Германоамериканским союзом, в июне 1942 года был арестован и осуждён в США по закону о шпионаже. После освобождения в 1946 году отошёл от активной политической деятельности.

## Биография

### Ранние годы
Анастасий был пятым ребёнком в семье жандармского полковника Андрея Николаевича Вонсяцкого, будущего начальника Радомского губернского жандармского управления, и Нины Анастасьевны Плющевской. Отец происходил из обедневшего мелкопоместного немецко-польского дворянского рода Священной Римской империи, фамилия которого ранее писалась «фон Сяцкий», но со временем русифицировалась. Прадед Анастасия за преданность был удостоен личной похвалы императора Николая I, дед участвовал в подавлении польского восстания 1863 года. В детстве Анастасий играл в варшавской цитадели вблизи от тюремных камер, где между 1900 и 1912 годами содержались узники, ставшие впоследствии видными политическими деятелями: Юзеф Пилсудский, Феликс Дзержинский и другие.
В 1908 году Вонсяцкий поступил в Первый Московский кадетский корпус. 16 июня 1910 года его отец накануне перевода в Киев был убит в Радоме одним из своих информаторов — членом польской террористической группы. Заместитель Андрея Вонсяцкого, подполковник Редин, сообщал шефу Корпуса жандармов Дмитрию Гершельману, что около часа дня 3 (16) июня к его начальнику прибыли «откровенники» (осведомители) Иосиф Пионтковский и Мариан Стемпневич. Первый вошёл в кабинет Вонсяцкого, второй ожидал в приёмной. Затем в кабинете раздались три последовательных выстрела. Стемпневич открыл огонь по вбежавшим в приёмную унтер-офицерам (один из них, Никита Коньков, был ранен), а затем застрелился. Пионтковский также покончил с собой после убийства Андрея Вонсяцкого.
Мать Анастасия, Нина Анастасьевна Вонсяцкая, умерла в октябре 1916 года в Москве от сердечного приступа.
Закончив в 1916 году кадетский корпус (57-й выпуск), Анастасий поступил в Николаевское кавалерийское училище с зачислением юнкером в Александрийский 5-й Её Величества Государыни Императрицы Александры Фёдоровны гусарский полк, однако из-за революции не смог завершить полный курс обучения и в ноябре 1917 года был досрочно выпущен (9-й военного времени выпуск) по-прежнему в чине юнкера.

### Гражданская война
В конце 1917 года Вонсяцкий уехал на юг России, где присоединился к Добровольческой армии А. И. Деникина и принял участие в Гражданской войне. 13 декабря он был зачислен в 1-й кавалерийский дивизион полковника В. С. Гершельмана. 27 сентября 1918 года был отправлен в распоряжение дежурного генерала Добровольческой армии в Екатеринодаре, 13 октября зачислен в запасной кавалерийский полк 5-го гусарского Александрийского полка.
Зимой 1918—1919 года в Ялте появились свидетельства уголовных преступлений офицеров Добровольческой армии в ходе борьбы с большевистским подпольем, позднее в 1921 году в эмиграции сам Вонсяцкий рассказал про личное участие в таких внесудебных расправах с организаторами красного террора в Ялте в газетной статье «Записки монархиста». Князь В. А. Оболенский писал: «Офицеры контрразведки арестовывали отдельных лиц, преимущественно евреев, простреленные тела которых находили потом где-нибудь в оврагах, в окрестностях Ялты. Министр юстиции Набоков наряжал следствия, материалы их передавались военным властям, но убийцы оставались на свободе и продолжали убивать и насильничать. Один из участников этих кровавых дел, офицер Вонсяцкий, попав в эмиграцию и, вероятно, нуждаясь в деньгах, продал свои воспоминания о них редакции „Последних Новостей“, где они и были напечатаны за его подписью. Я читал их тогда с глубоким отвращением и возмущался тем, что газета их печатает».
28 марта 1919 года Вонсяцкий был прикомандирован к Русскому добровольческому отряду особого назначения по охране лиц императорской фамилии в Крыму. После расформирования отряда служил в эскадроне лейб-гвардии Уланского Его Величества полка, с 11 июня — в Ординарческом эскадроне штаба Кавказской армии, а с 1 июля — в 16-м гусарском Иркутском Его Императорского Высочества Великого князя Николая Николаевича полку. Воевал с большевиками на Восточной Украине, на Дону, Кубани, в Ставропольской губернии, на Крымском полуострове и в Северной Таврии. Был ранен в руку и живот.
Вонсяцкому было присвоено звание капитана. В декабре 1919 года он заболел тифом и был вынужден покинуть фронт. Анастасий был эвакуирован поездом из Харькова в Новороссийск, а оттуда — пароходом в Ялту. В Ялте, куда Вонсяцкий приехал 3 января 1920 года с отмороженными ногами и без средств к существованию, он нашёл приют у торговца-еврея Муромского, чья дочь Люба стала ухаживать за больным офицером. 31 января 1920 года Вонсяцкий и Муромская обвенчались по православному обряду в ялтинском Никольском соборе. По какой причине был столь спешно заключён брак, неизвестно. Сам Вонсяцкий впоследствии заявлял, что таким образом хотел защитить Муромских от погромов и облегчить им отъезд из Крыма. Вонсяцкий считал этот брак недействительным, поскольку Люба скрыла истинную религиозную принадлежность, а российский закон запрещал жениться православному на иудейке.

### Эмиграция
В марте 1920 года Вонсяцкий эвакуировался с женой в Константинополь, где лечился в британском госпитале в Галлиполи. В апреле 1920 года, оставив жену, пересаживаясь с парохода на пароход, добрался до Марселя. В мае 1920 года он через Париж переехал в Лондон, где три месяца жил у князя Ф. Ф. Юсупова. В октябре 1920 года вернулся в Константинополь, затем снова на грузовом судне уплыл в Марсель и завершил свои путешествия в Париже, устроившись рабочим сцены в варьете «Фоли-Бержер». Весной 1921 года в одном из парижских танцевальных залов познакомился с миллионершей Мэрион Бакингем Рим.
30 июля 1921 года приехал в Нью-Йорк на борту французского лайнера «France». При помощи Мэрион 29 октября 1921 года, за день до истечения визы, получил вид на жительство в США. В 1921—1924 годах работал в компании, производящей паровозы. 3 февраля 1922 года женился на принявшей православие Мэрион Бакингем Рим. Венчание происходило в православном Никольском соборе в Нью-Йорке. Новость о планируемой на 4 февраля 1922 года свадьбе стала известна прессе, и в считанные дни о ней написали не только американские, но и английские, французские и немецкие газеты. После такой огласки молодожёны обвенчались на день раньше. В апреле 1922 года Люба Муромская заявила о двоежёнстве Вонсяцкого. 22 ноября 1922 года церковный суд в Нью-Йорке постановил, что брак Вонсяцкого и Рим действителен, а брак Вонсяцкого и Муромской недействителен, так как заключён с посторонними целями и по подложным документам. Прибыв в Нью-Йорк, Любовь Муромская подала иск на 500 000 долларов США о возмещении морального ущерба, а также потребовала от Вонсяцкого уплаты алиментов. Судебный процесс получил широкую огласку в США. Пресса, помимо освещения процесса, потешалась над тем, что муж миллионерши работает на локомотивном заводе. 3 августа 1923 года нью-йоркский суд отклонил иск и признал Вонсяцкого невиновным в двоежёнстве, опираясь на решение церковного суда, а также на письмо Любы, написанное в январе 1922 года, в котором она поздравляла Вонсяцкого с помолвкой.
В 1924 году Вонсяцкий вместе с женой переехал жить в Патнэм, расположенный недалеко от Томпсона. В 1925 году принимал в своём поместье греческого принца Павла (позднее ставшего королём), который приезжал в расположенный неподалёку Уэбстер на открытие церкви. Летом 1931 года в поместье несколько дней провёл Великий князь Александр Михайлович с двумя сыновьями Фёдором и Никитой, которые были ровесниками и друзьями Анастасия. 30 сентября 1927 года получил американское гражданство. К этому времени в Томпсон переехала жить его старшая сестра Наталья с мужем Л. Б. Мамедовым. С 1928 года по июль 1932 года Вонсяцкий был членом Братства русской правды. В ноябре 1927 года вместе с женой посетил Европу: пока Мэрион отдыхала в Монте-Карло, Анастасий посетил Париж. Там он встретился с рядом русских эмигрантов, в том числе с генералом А. П. Кутеповым. С Кутеповым и возглавляемым им РОВСом он продолжал позднее поддерживать отношения и оказывать финансовую поддержку вплоть до похищения Кутепова 26 января 1930 года.
Вскоре после создания в Париже белоэмигрантского журнала «Часовой» сотрудничал в нём. С октября 1929 года из-за финансовых трудностей «Часовой» оказался под угрозой закрытия. На помощь издательству пришел А. А. Вонсяцкий, вошедший в состав редакции и поддерживавший издание журнала деньгами до сентября 1930 года.
17 марта 1930 года получил звание младшего лейтенанта запаса и был приписан к химическим войскам США; состоял офицером-резервистом до 16 марта 1935 года. В 1931 году вместе с женой посетил Берлин и Белград, где встречался с членами Братства русской правды.

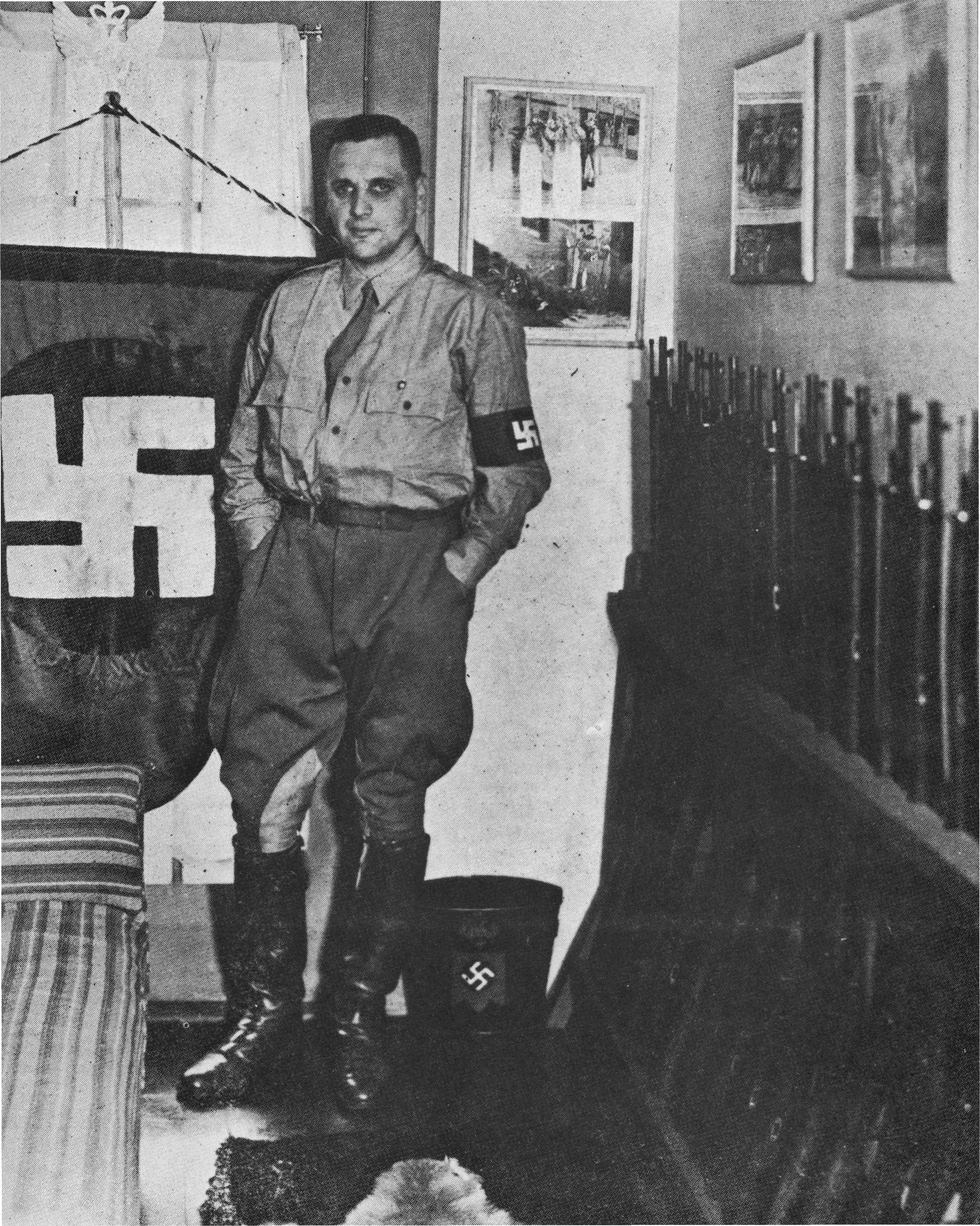
А. А. Вонсяцкий в штабе ВФО

10 мая 1933 года совместно с Д. И. Кунле учредил Всероссийскую фашистскую организацию (ВФО), которую возглавлял до 1941 года (с перерывом в 1934—1935 годах, когда она входила во Всероссийскую фашистскую партию).
В 1933 году посетил Берлин с целью встречи с младороссами и РОНДовцами (лидер П. Р. Бермондт-Авалов). В 1934, 1936 и 1939 годах совершил три кругосветные поездки по маршруту Сан-Франциско — Гонолулу — Кобе — Шанхай — Манила — Гонконг — Сингапур — Бомбей — Суэц — Порт-Саид — Александрия — Неаполь — Париж — Нью-Йорк. Встречался с группами русских эмигрантов, организовывал отделения своей партии. В 1934 году встречался с лидером русских фашистов в Маньчжурии К. В. Родзаевским, договорился о союзе с его Российской фашистской партией. В 1934 году ВФО объединилась с партией Родзаевского, и Вонсяцкий стал Председателем Центрального исполнительного комитета (ЦИК).
После вступления США во Вторую мировую войну в 1942 году Вонсяцкий был арестован ФБР вместе с несколькими деятелями Германоамериканского союза и обвинён в шпионаже. Хотя Вонсяцкий не занимал никаких должностей в американских госорганах и не мог иметь доступа к секретной информации, ФБР смогло доказать, что он передал 2800 долларов бундфюреру Германоамериканского союза Герхарду Кунце, чтобы помочь ему выехать из США. Вонсяцкий был осуждён 22 июня 1942 года в Хартфорде на пять лет тюрьмы и штраф в 5000 долларов (через сутки наказание в виде штрафа было отменено). После окончания Второй мировой войны и смерти Ф. Рузвельта 26 февраля 1946 года он был освобождён досрочно, проведя в тюрьме более 3,5 лет. До конца жизни Вонсяцкий испытывал настолько сильное отвращение к Рузвельту, которого называл коммунистом, что отказывался пользоваться десятицентовыми монетами с его изображением.
В 1942 году хартфордский окружной прокурор выдвинул требование о лишении Вонсяцкого гражданства США. На момент его выхода на свободу рассмотрение иска всё ещё продолжалось. 3 апреля 1946 года суд отклонил иск о лишении Вонсяцкого гражданства.
В начале 1948 года, навещая сестру и её мужа в Сент-Питерсберге, куда они переехали из Томпсона в конце 1947 года, Вонсяцкий познакомился с официанткой Эдит Присциллой Ройстер. В 1950 году у них родился сын Андрей. Присцилла взяла фамилию Вонсяцкого, но были ли оформлены их отношения официально и был ли оформлен развод Вонсяцкого и Мэрион, неизвестно. Вонсяцкий часто привозил в поместье сына Андрея, и Мэрион была очень рада приезду мальчика.
В 1953 году Вонсяцкий осуществил самое крупное из своих послевоенных начинаний — торжественно открыл в Сент-Питерсберге музей Николая II.
Умер 5 февраля 1965 года в Сент-Питерсберге (больница «Маунд-парк»), похоронен в семейном склепе на Западном кладбище Томпсона (штат Коннектикут) вместе с женой Мэрион и матерью своего сына Присциллой. Многие документы Вонсяцкого хранятся в архиве Гуверовского института в Калифорнии, в коллекции профессора Джона Стефана, автора книги «The Russian Fascists: Tragedy and Farce in Exile, 1925—1945», а также в библиотеке католического колледжа в Провиденсе.
Автор воспоминаний — книг «Расплата» и «Сухая гильотина: американская юстиция во времена Рузвельта», изданных в 1963 году в Сан-Паулу (Бразилия).

## Политическая деятельность

### До Второй мировой войны
Вспоминая пережитое, Вонсяцкий писал:

В 1932 году, разорвав с Братством русской правды, я решил, что мне нужна своя политическая партия, чтобы проводить в жизнь мои идеи и планы, чтобы попытаться свергнуть советское правительство и привести к власти правительство русского народа.

После февраля 1933 года в поместье Вонсяцких поселился Д. И. Кунле, сражавшийся в годы Гражданской войны в армии Деникина на Украине. Когда Вонсяцкий с ним познакомился (до революции или в годы Гражданской войны), неизвестно, но в середине 1920-х годов Кунле несколько раз посещал его дом. В начале мая 1933 года Вонсяцкий и Кунле решили учредить партию. 10 мая 1933 года они составили письмо от имени Главного штаба русских фашистов о создании Всероссийской национал-революционной трудовой и рабоче-крестьянской партии фашистов, которую для удобства называли Всероссийской Фашистской Организацией (ВФО). А. А. Вонсяцкий стал руководителем ВФО, Кунле — партийным секретарём, а зять Вонсяцкого Л. Б. Мамедов — председателем Центрального исполнительного комитета. Печатным органом ВФО стала газета «Фашист», издававшаяся с августа 1933 года по июль 1941 года. В газете много места уделялось событиям Гражданской войны, помещались фотографии вождей Белого движения и императора Николая II; ВФО представлялась наследницей российских военных и монархических традиций. В декабрьском выпуске газеты за 1933 год было воспроизведено письмо десятилетнего сына князя Никиты Александровича Никиты Никитича, в котором мальчик писал:

Я так счастлив, что я русский фашист!

Для партии Вонсяцкий избрал символом свастику, что неизменно порождало множество вопросов о подражании Третьему рейху. Вонсяцкий объяснял, что такой символ начертила в Ипатьевском доме императрица Александра Фёдоровна. Он указывал на дорожные знаки в штате Аризона с использованием свастики (отменены в 1937 году). В конце объяснений он спрашивал:

Не отказываться же нам от неё только потому, что она понравилась Гитлеру?

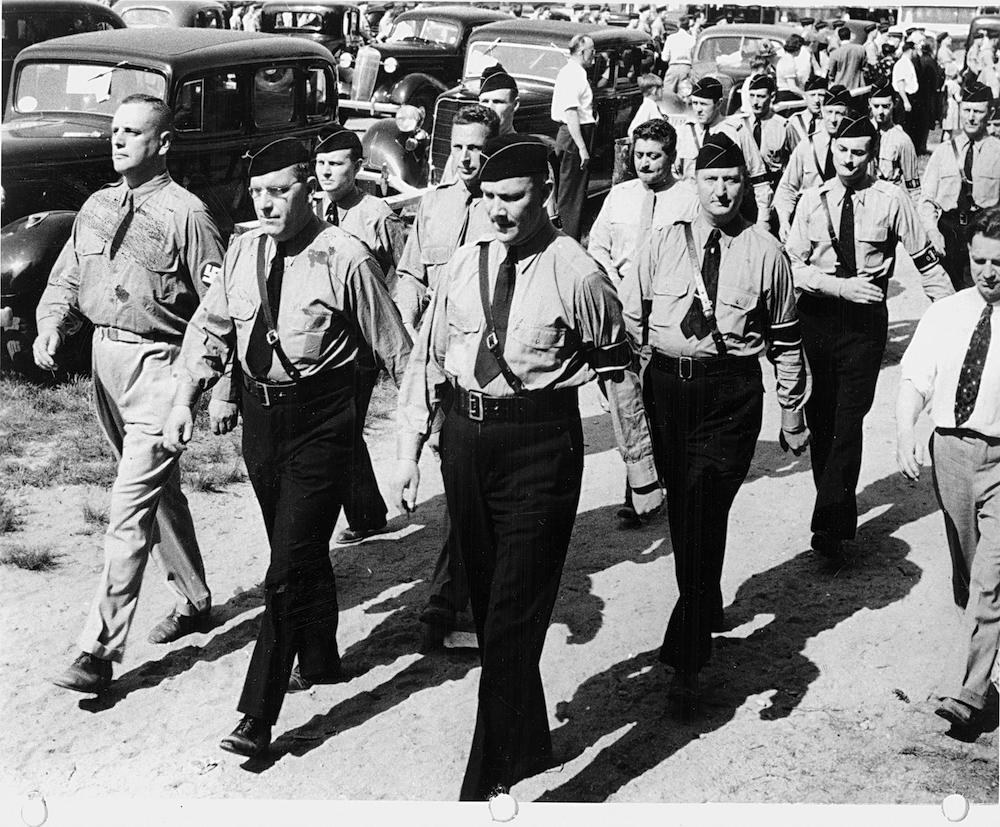
А. Вонсяцкий на мероприятии Германоамериканского союза.
Июль 1939 года.

Если объяснить использование свастики ещё было можно, то объяснить приветствие с поднятой правой рукой и возгласом «Слава России!», звания вроде «штурмовик смерти», клятву личной верности вождю и гимн партии на мелодию «Песни Хорста Весселя» было сложно, и поэтому Анастасий этого не делал. Гимн партии он исполнил совместно с Д. И. Кунле и Л. Б. Мамедовым и записал это исполнение на граммофонную пластинку.
После создания партии Вонсяцкий пришёл к выводу, что создание объединённого фашистского фронта из числа эмигрантских организаций является стратегической задачей, в связи с чем отправился в Берлин. Конференция, прошедшая в штаб-квартире Русского освободительного народного движения (РОНД) с участием Вонсяцкого, лидера младороссов Александра Казем-Бека и главы РОНД Павла Бермондт-Авалова, завершилась лишь обменом мнениями. При этом каких-либо попыток встретиться в Берлине с вождями Третьего рейха Вонсяцкий не предпринимал. О прошедшей конференции написали эмигрантские газеты Европы, США и Дальнего Востока. Деятельность Вонсяцкого получила благословение митрополита Антония, письмо которого было опубликовано в декабрьском номере «Фашиста».
В 1934 году, во время первого кругосветного путешествия Вонсяцкого, ВФО объединилась с Российской фашистской партией К. В. Родзаевского. Родзаевский стал её генеральным секретарём и заместителем председателя Центрального исполнительного комитета (ЦИК) партии, а Вонсяцкий — председателем ЦИК. Объединённая структура получила наименование Всероссийская фашистская партия (ВФП); символом движения стала свастика, наряду с которой использовалась символика Российской империи. После разрыва с Родзаевским из-за спора по еврейскому вопросу (Вонсяцкий не разделял антисемитских взглядов Родзаевского) и отношения к атаману Г. М. Семёнову (Вонсяцкий не хотел иметь с ним никаких отношений, Родзаевский же был вынужден их поддерживать из-за нажима японцев) Анастасий вновь возглавил ВФО, которая ещё некоторое время носила название объединённой партии. После 1935 года, когда Вонсяцкий был исключён из ВФП, использование названия последней было им прекращено.
После разрыва с Родзаевским организация Вонсяцкого занималась в основном пропагандистской работой: изданием газет, брошюр, участием в собраниях и митингах. В 1937 и 1939 годах члены ВФО во главе с Вонсяцким принимали участие в митингах Германоамериканского союза. В 1930-х годах Вонсяцкий написал ряд работ: «Краткий курс фашиста: для прохождения в партийных школах» (без даты, примерно 1935 год), «Ответ критику» (1936) и «Основы русского фашизма» (без даты выхода, примерно 1939).

### Во время Второй мировой войны
Подписание пакта Молотова — Риббентропа в августе 1939 года Вонсяцкий приветствовал, сравнив его в «Фашисте» с Тильзитским миром 1807 года между Александром I и Наполеоном I. Заключение пакта привело к выходу из ВФО её членов. В частности, из партии в октябре 1939 года вышел зять Вонсяцкого Лев Мамедов, а чуть позже и Д. И. Кунле. Пакт привёл также к временному прекращению отношений ВФО и Германоамериканского союза.
В 1940 — декабре 1941 года возобновилось сотрудничество А. А. Вонсяцкого и К. В. Родзаевского, прерванное началом японо-американской войны.
После принятия 11 марта 1941 года закона о ленд-лизе Вонсяцкий понял, что до начала войны между США и Германией остались месяцы, и стал сворачивать политическую деятельность. Он решил перенести штаб-квартиру из США на Дальний Восток, в Шанхай. 17 марта 1941 года вождь ВФО написал письмо руководителю дальневосточного отделения партии Константину Стеклову с предложением возглавить партию и с уведомлением, что после июльского номера 1941 года «Фашист» выходить перестанет. Согласно письму Стеклова от 4 июня 1941 года, опубликованному в № 63 «Фашиста» за 1941 год, он вступил в исполнение обязанностей руководителя партии.
Нападение Германии 22 июня 1941 года и вступление СССР во Вторую мировую войну заставило Вонсяцкого вернуться к активной политической деятельности. С присущей ему театральностью Вонсяцкий от имени своей партии послал И. В. Сталину предложение мирно и бескровно капитулировать. 3 июля 1941 года во время похорон Д. И. Кунле, погибшего в катастрофе при испытании самолёта, Вонсяцкий вновь возобновил контакты с Германоамериканским союзом, члены которого посетили похоронные мероприятия.
9 мая 1942 года Федеральное бюро расследований провело обыск в доме Вонсяцкого, а 6 июня 1942 года он был арестован. Вонсяцкого обвинили в нарушении статьи 32 закона о шпионаже 1917 года (статья исключена из закона 25 июня 1948 года). В обвинительном акте ему вменялись пять преступных действий: встреча с Герхардом Кунце в Томпсоне 12 июля 1941 года, передача Кунце в Томпсоне чека на 2800 долларов США 12 июля 1941 года, поездка в Сан-Франциско приблизительно в июне 1941 года, встреча с Кунце и Виллюмайтом (член Германоамериканского союза) в отеле «Бисмарк» в июле 1941 года и получение от Кунце писем определённого рода, отправленных приблизительно в ноябре 1941 года. Обвинение поддерживал будущий помощник главного обвинителя от США на Нюрнбергском процессе Томас Додд. Адвокат Вонсяцкого пытался добиться признания его невменяемым, однако ему это не удалось. В результате переговоров защиты и обвинения Вонсяцкий 22 июня 1942 года признал себя виновным по всем пунктам обвинения и был приговорён судом Хартфорда к пяти годам тюрьмы. По мнению американского исследователя Дж. Стефана, Вонсяцкому повезло, что его осудили так быстро, поскольку через неделю на Восточном побережье США были схвачены диверсионные группы, высаженные с немецких подводных лодок. Слушайся дело неделей позже, и «ему могли бы пришить участие в операции, разработанной абвером». Его четверо сообщников из Германо-американского союза были осуждены на сроки от 5 до 15 лет (причём признавшие свою вину, как и Вонсяцкий, получили 5 и 7 лет).
После выхода на свободу Вонсяцкий отошёл от активной политической деятельности.

## Взгляды
С юношеских лет Вонсяцкий придерживался монархических взглядов, которые, вкупе с ненавистью к коммунизму, стали основой сформированной им идеологии русского фашизма. Анастасий прагматически смотрел на фашизм, понимая его в самом широком смысле — как идеологию, направленную на создание сильного государства и борьбу с коммунизмом: «Если хотите знать, название мы получили от красных. Они окрестили нас русскими фашистами, а мы это имя приняли». Он упорно отрицал сходство своей партии с национал-социалистической: «По моим понятиям, „фашист“ значит „стопроцентный антикоммунист“, а вовсе не обязательно то, что имеют в виду в Германии и других странах».
В 1939 году Вонсяцкий пришёл к выводу, что Сталин — фашист из фашистов, поскольку тот уничтожил коммунистов больше, чем Гитлер, Муссолини и Чан Кайши вместе взятые.
В представлении Вонсяцкого русский фашизм являлся «пореволюционной политической системой, оформляющей собою идеологическое и духовное движение русских народных масс». Проистекая из вековых установок русского быта, он в то же время является «утверждением и завершением общей суммы исторических процессов, происходивших в лоне русской государственности». В брошюре «Основы русского фашизма» Вонсяцкий провозглашал, что «Российское Фашистское Движение является движением общенационального масштаба идеократического типа». В основу идеократии им был положен лозунг «Бог, нация, труд».
Фашистское государство, согласно Вонсяцкому, является государством, верующим в Бога и преданным вождю национальной партии. Провозглашая богоизбранность русского народа и устанавливая религиозный характер государственной системы, лидер русских фашистов тем не менее указывал, что «Российское фашистское государство признаёт в области религиозных убеждений абсолютную и безусловную свободу», тем самым гарантируя права отдельных религий.
В вопросе национальной политики Вонсяцким выдвигался принцип безоговорочного признания единства русского народа в его национальном, культурном и политическом целом. Под русским народом он подразумевал не только самих русских (великороссов), но и всех прочих «руссов» и «россов» — малороссов, белорусов, карпаторуссов. Отрицание их единства и неделимости как одного целого народа приравнивалось к государственной измене. Все остальные национальности Российского фашистского государства должны были являть собой единый организм без права выхода из него или преобладания в нём. При этом русская национальность должна была являться конституционно-первой среди равных, определяя собой лицо и содержание государства в целом.
В социальном плане фашистское государство, по Вонсяцкому, являлось надклассовым, то есть таким, где не существует классовых различий и противоречий. В монолитном фашистском государстве должно было исчезнуть само понятие «труд», на замену которому следовало ввести понятие «творчество». Творческий труд обязателен для всех граждан, однако организация труда основывается не на принуждении, а на добровольном стремлении каждого сознательного гражданина к реализации своих творческих потенций на благо России. Провозглашая равноценность труда всех граждан, фашистское государство брало на себя ответственность за определение оплаты труда, которая должна строго регулироваться законом.
Фашистское государство должно было оказывать всемерную поддержку крестьянам, которые делились на две группы — обрабатывающих государственную землю общинников и частных землевладельцев, которым государство предоставляет средства производства (землю и орудия труда) безвозмездно, в наследственное пользование. Вторая категория крестьян, впрочем, также подлежала включению в программу государственных земельных заготовок и могла осуществлять сбыт готовой продукции лишь по установленным государством ценам.
Фашистское государство провозглашало равноправие полов, предоставляя женщинам права наравне с мужчинами, однако Вонсяцкий делал оговорку, что русский мужчина берёт женщину под опеку, не допуская её к тяжёлому физическому труду, для чего устанавливает специальные области женского труда. Приоритетное место в трудоустройстве женщин отводилась сферам педагогики, социальной опеки, торговли, другими словами, всем тем сферам жизнедеятельности, где не требуется значительная затрата физической энергии. Вонсяцкий также обращал внимание на то, что фашистское государство не делает различия между брачными и внебрачными детьми, однако стремится к созданию прочной семьи, принуждая легализовать отношения, которые в конечном итоге привели к появлению детей. Сексуальная разнузданность и свобода половых отношений порицались как факторы, наносящие несомненный ущерб существованию здоровой и крепкой семьи. Развод супругам предоставляется без затруднений, но при наличии уважительных причин.
В сфере воспитания первоочередной задачей перед родителями было «впаивание» в ребёнка идеи чести, доблести и национального первородства. «Любовь к Родине ставится выше всякой иной любви, даже выше любви ребёнка к своей матери». Воспитание храброго и доблестного патриота — одна из важнейших целей образования в фашистском государстве. Физическая подготовка при этом считалась не менее важной, нежели моральная закалка, поэтому знание основ военной подготовки было необходимо для каждого гражданина независимо от пола и возраста.
В отличие от другого идеолога русского фашизма, Родзаевского, Вонсяцкий не был убеждённым антисемитом. К евреям он относился прагматически и видел в них потенциальных союзников в борьбе с коммунизмом. Вскоре после возвращения из Харбина он сказал в одном интервью: «Если евреи захотят стать нашими друзьями и помощниками, мы примем их с радостью». Через пять лет в беседе с другим репортёром он изложил свою позицию более развёрнуто: «Наше отношение к евреям, я бы сказал, зависит от их отношения к нам. Если они решат, что им с нами по пути, — тогда всё в порядке. Если нет — пусть пеняют на себя. Если они хотят бороться против общего врага, то за нами дело не станет. В России живёт так много племён и народностей, что глупо выделять какую-то одну народность и начинать с ней войну. В Германии другое дело — ведь они там все одна нация».

## Семья

### Родители, братья и сёстры
Отец Андрей Николаевич Вонсяцкий (? — 16.6.1910, Радом) — жандармский офицер, начальник Радомского управления жандармерии. Убит террористом.
Мать Нина Анастасьевна Вонсяцкая, урождённая Плющевская (? — 1916), умерла от болезни.
Старший брат Николай Андреевич Вонсяцкий (годы жизни неизвестны) погиб во время Гражданской войны, сражаясь с большевиками.
Старшая сестра Мария Андреевна Вонсяцкая (годы жизни неизвестны) после 1917 года проживала в России. Арестована в 1936 году. Дальнейшая судьба неизвестна.
Вторая старшая сестра Наталья Андреевна Мамедова, урождённая Вонсяцкая (1892 — 9.9.1968), в 1910 году работала начальником адресного стола в Радоме. В 1910 году вышла замуж за молодого офицера Льва Мамедова, ставшего к концу Гражданской войны полковником. После 1917 года вместе с мужем уехала в Харбин, а в 1924 году в США. С мужем проживала неподалёку от А. Вонсяцкого в Пэтнеме, открыв ресторан «Русский медведь». В конце 1947 года они закрыли ресторан и переехали в Сент-Питерсберг (штат Флорида). Умерла от инфаркта.
Третья старшая сестра Татьяна Андреевна Вонсяцкая (годы жизни неизвестны) после 1917 года проживала в России под Москвой. Дальнейшая судьба неизвестна.

### Жёны и дети
Первая жена — в 1920—1922 годах — Люба Муромская (годы её жизни неизвестны). 31 января 1920 года в ялтинском Никольском соборе состоялось венчание А. Вонсяцкого по православному обряду с Любой Муромской. 22 ноября 1922 года церковный суд под председательством митрополита Нью-Йоркского Платона постановил, что брак А. Вонсяцкого и Л. Муромской недействителен, а брак А. Вонсяцкого и М. Рим действителен. 3 августа 1923 года нью-йоркский окружной суд подтвердил решение церковного суда. Дальнейшая судьба Муромской неизвестна.
Вторая жена, с которой Вонсяцкий прожил более сорока лет, — Мэрион Вонсяцкая, урождённая Рим (9 января 1877 — 11 ноября 1963). Она происходила из состоятельной семьи Римов. В 1903—1918 годах была замужем за Редмондом Стивенсом, с которым развелась из-за супружеской измены последнего. Обвенчалась с А. Вонсяцким 3 февраля 1922 года в православном Никольском соборе на 97-й улице Нью-Йорка. Был ли оформлен официальный развод после рождения у А. Вонсяцкого сына от Э. П. Ройстер, неизвестно.
Эдит Присцилла Вонсяцкая, урождённая Ройстер, — мать единственного ребёнка Анастасия Вонсяцкого. А. Вонсяцкий познакомился с официанткой Присциллой в начале 1948 года, посещая свою сестру Наталью и её мужа в Сент-Питерсберге. Ройстер поменяла фамилию после рождения в 1950 году сына Андрея. Были ли оформлены их отношения официально, неизвестно. Умерла от панкреатита 25 марта 1966 года, погребена в мавзолее рядом с Мэрион и Анастасием.
Единственный ребёнок Анастасия Вонсяцкого — сын Андрей Анастасьевич Вонсяцкий — родился от отношений с Эдит Присциллой Ройстер 2 июля 1950 года. Он закончил Южно-Флоридский университет в 1976 году и поступил в аспирантуру в университете Уэйк-Форест. Женат. С 1979 года работал аудитором.

## Оценки и образ в искусстве
Начиная с момента приезда в США деятельность Вонсяцкого и его личность вызывала большой интерес у прессы США, других стран, а также эмигрантских газет.
Его брак с миллионершей в начале 1924 года, по словам Дж. Стефана, вызывал у кого-то тихую зависть, у кого-то едкий сарказм. Газетчики высмеивали богачей, вздумавших играть роль пролетариев, имея в виду его работу на локомотивном заводе. После начала процесса по иску Любы Муромской пресса пестрила заголовками типа «Русская женщина прерывает идиллию механика».
Газета американских коммунистов Daily Worker начала именовать дом Вонсяцкого не иначе как явкой тайных антисоветских организаций, финансируемых нью-йоркскими и хартфордскими капиталистами.
Не дожидаясь окончания переговоров Вонсяцкого и Родзаевского, газета «Правда» 30 марта 1934 года в статье «Белогвардейское гнездо в Токио» гневно осудила Вонсяцкого за попытку включить дальневосточных белогвардейцев в нацистскую орбиту.
После убийства 1 декабря 1934 года С. М. Кирова Вонсяцкий восславил на страницах «Фашиста» Леонида Николаева, намекнув на то, что решение об убийстве было принято в Томпсоне. В ответ газета Daily Worker 19 декабря опубликовала статью «Белогвардейцы признаются в заговорах с целью уничтожения советских вождей», в которой наибольшее внимание было уделено заявлению Вонсяцкого. Цитируя газету «Известия», орган американских коммунистов пригрозил «немедленным истреблением фашистских террористов». 25 декабря в газете «Правда» появился написанный одними чёрными красками портрет Вонсяцкого, где были особо подчёркнуты его классовое происхождение («сын жандармского офицера»), контрреволюционное прошлое («участвовал в гражданской войне в рядах Белой армии»), близость к плутократии («женат на дочери одного из стальных магнатов»), связи с Уолл-стрит («у него крупные связи среди американских капиталистов») и отношения с Японией («Вонсяцкий и его „партия“… связаны также тесным образом с японской военщиной»).
В 1939 году во время третьего кругосветного путешествия Вонсяцкий познакомился с издателем Н. Н. Грозиным, которому он заказал написать свою биографию. В том же году книга Грозина под названием «Защитные рубашки» увидела свет.
Когда начался процесс над Вонсяцким, в прессе появились заголовки, подобные заголовку в хартфордской газете «Таймс»: «Крупное дело о шпионаже в нашем штате: Вонсяцкий и 4 других обвиняются в заговоре в пользу Оси».
Во время войны из Вонсяцкого, по определению Дж. Стефана, сделали пугало военного времени. В книге Алана Хинда «Право на измену: подноготная шпионажа в Америке», изданной в 1943 году, дом Вонсяцкого изображался как неприступная крепость на мысу с вращающимися во все стороны пулемётами на верхушке башни и стальными шкафами, полными гранат. При этом все члены Германоамериканского союза были якобы его агентами. В книге Артура Деруняна «Тайный агент», изданной также в 1943 году, утверждалось, что Вонсяцкий поставлял оружие Ф. Франко и создал всемирную нацистскую шпионскую сеть. Альберт Ю. Кан в книге «Диверсия! Тайная война против Америки», изданной в 1942 году, посвятил Вонсяцкому главу «Миллионер-диверсант», где Вонсяцкий изображён главой связанных с Третьим рейхом подпольных организаций в США, который при посещении Берлина встречается с А. Розенбергом, Й. Геббельсом и офицерами-разведчиками высокого ранга. Стефан пишет, что в 1976 году на вопрос об источниках такой информации Кан ответил, что боролся с нацистами и ему было не до миндальничанья.
О смерти Вонсяцкого сообщила только коннектикутская газета под заголовком «Шпион Второй мировой войны умер в своём доме в Томпсоне».
Дж. Стефан приводит мнение друга Вонсяцкого князя Алексея Щербатова, который сказал о нём: «в Италии пятнадцатого века Алекс был бы великолепным кондотьером. Он обладал необходимым умением бравировать и блефовать». Сам Стефан высказывается о Вонсяцком как о мечтателе-эгоисте, комичном в своём позёрстве и трогательном в своей беззащитности, напоминающем своим фиглярством Муссолини. При этом он замечает, что, при всей комичности Вонсяцкого, его приход к власти мог бы привести к страшным последствиям, как не раз было в истории с подобными фигурами.
Вонсяцкий является одним из героев романа Андрея Иванова «Харбинские мотыльки». Также является одним из главных героев пьесы Марка Розовского «Харбин-34».

## Публикации
- Вонсяцкий А. А. Записки монархиста // Последние новости. — Париж, 24.6.1921. — № 363.
- Вонсяцкий А. А. Краткий курс фашиста: для прохождения в партийных школах. — [Б. м.], [б. г.] (около 1935). — 38 с.
- Вонсяцкий А. А. Ответ критику. — Патнэм, Конн.: ВНРП, 1936. — 18 с.
- Вонсяцкий А. А. Основы русского фашизма. — Шанхай: Изд-во Дальневосточного центра ВНРП, [б. г.] (около 1939). — 24 с.
- Вонсяцкий А. А. Расплата. — Сан-Паулу: Изд-во журнала «Владимирский вестник», 1963. — 83 с.
- Вонсяцкий А. А. Сухая гильотина: американская юстиция во времена Рузвельта / Предисл. В. Д. Мержеевского. — Сан-Паулу: Изд-во журн. «Владимирский вестник», 1963. — 101 с.